# أندري زورين أو إس
أندري زورين أو إس (بالروسية: Андрей Андреевич Зорин)‏ (4 مايو 1997 بأنغارسك في روسيا - ) هو لاعب كرة قدم روسي في مركز الوسط. لعب مع FC Baikal Irkutsk ‏.

## وصلات خارجية
- أندري زورين أو إس على موقع قاعدة بيانات كرة القدم.إي يو (الإنجليزية)
- أندري زورين أو إس على موقع Soccerway.com (الإنجليزية)